# Пряжко, Павел Николаевич
Павел Николаевич Пряжко (род. 30 сентября 1975, Минск) — белорусский драматург и сценарист.

## Биография
Родился в 1975 году в Минске. Первые тексты Павла Пряжко датируются началом 2000-х. Первую пьесу Пряжко написал в 2004 году. Пряжко получил известность после выхода пьесы «Трусы», за которую в 2007 году получил гран-при конкурса «Свободный театр».
Пьесы переведены на польский, немецкий, английский, французский, латвийский, литовский, финский языки. Пьесы  П. Пряжко были поставлены российским режиссёром Дмитрием Волкостреловым, учеником Льва Додина, Филиппом Григорьяном, Михаилом Угаровым и др.

## Пьесы
- «Серпантин»
- «Трусы»
- «Жизнь удалась»
- «Запертая дверь»
- "Урожай"
- «Легкое дыхание»
- «Поле»
- «Злая девушка»
- «Хозяин кофейни»
- «Солдат»
- «Я свободен»
- «Налетела грусть, боль незваная, вот она любовь, окаянная»
- «Три дня в аду»
- «Парки и сады»
- «Карина и Дрон»
- "Мы уже здесь"
- "Комитет грустящего божества"
- "Осенняя командировка"
- "Чёрная коробка"
- "Печальный хоккеист"
- "Сосед"
- "Третья смена"

## Известные постановки
- 2009 — «Жизнь удалась». Театр.doc (реж. Михаил Угаров), Москва[2][3];
- 2010 — «Запертая дверь». «ON.Театр» (реж. Дмитрий Волкострелов), Санкт-Петербург[4];
- 2011 — «Солдат». Театр.doc (совм. с Театр Post, реж. Дмитрий Волкострелов), Москва[5].
- 2011 — «Хозяин кофейни». Театр Post (реж. Дмитрий Волкострелов)
- 2012 — «Я свободен». Театр Post (реж. Дмитрий Волкострелов)
- 2013 — «Три дня в аду». Театр наций (реж. Дмитрий Волкострелов)
- 2016 — «Поле». Театр Post (реж. Дмитрий Волкострелов)
- 2017 — «Производство бреда». Театр «18+» (реж. Е. Матвеев), Ростов-на-Дону[6][7]
- 2017 — «Черная коробка». Театральный центр. им. Вс. Мейерхольда (реж. Никита Бетехтин)
- 2019 — «Пушечное мясо». Мастерская Брусникина (реж. Филипп Григорьян)
- 2019 — «Сосед». Театр на Таганке (реж. Лера Суркова)
- 2020 — «Сосед». Театр Post (реж. Дмитрий Волкострелов)
- 2021 — «Урожай». Театр на Таганке (реж. Марфа Горвиц)
- 2022 — «Урожай». Театр на Васильевском (реж. Руслан Нанава)

## Цитаты
Павел Пряжко смог изменить ход развития современной пьесы в России. Он повернул «новую драму» от драматургии темы к драматургии языка, к дискуссии вокруг строя современной пьесы. Он сделал форму текста и язык пьесы темами для обсуждения. До Пряжко «новая драма» цепляла, прежде всего, сюжетами, пограничными состояниями, путешествиями в миры, еще театром не освоенные: новая религиозность и психотропный мир, новая городская романтика и навыки сопротивления капитализму в России. Павел Пряжко, прежде всего, ставит формальные эксперименты на территории драматургического письма: он по сути переворачивает функцию ремарки, он задумывается над свойствами современного языка, редуцированного до узкого набора полуслов-обозначений-иероглифов, он играет с ритмом фразы, он намеренно использует примитивистские методы построения речи. Пряжко наблюдает за пароксизмами современного языка как бы стороны, как лаборант-наблюдатель: как исказили речевой аппарат современного подростка поп-культура и интернет-сознание, как отмирает функция языка в мире, лишенном потребности в «живой» коммуникации, какими многозначительными оказываются слова и какими сверхкороткими бывают предложениями в условиях нелитературной, некультурной речи, как меняющийся язык передает мучительную скованность и отуплённость насквозь материализованного сознания, лишенного метафоры и необходимости язык приукрашать, играть словами.— Руднев П. Новая драма № 10. Павел Пряжко. Закрытая дверь // Топос. — 2010, 22 июня.

## Признание и награды
- Спецприз жюри II Международного конкурса драматургов «Евразия—2004» (Екатеринбург) — за пьесу «Серпантин»[8];
- Лауреат Международного фестиваля театрального творчества «Панорама—2004» (проект «on-line») — постановка пьесы «Подари мне билет?» (режиссёр Моника Добровлянска, Минск)[8];
- II премия и спецприз от «Гражданской инициативы» «Преодоление» на I Международном конкурсе современной драматургии «Свободный театр» (2005, Минск) — за пьесу «Вельветовые штаны»[8];
- Гран-при фестиваля «Свободный театр» (2007) — за пьесу «Трусы»[9];
- Специальная премия жюри драматического театра национальной театральной премии «Золотая Маска» (2010) — спектакль «Жизнь удалась», Театр.doc и Центр драматургии и режиссуры, Москва[10].
- Гран-при программы "Новая пьеса" ("Конкурс конкурсов") фестиваля "Золотая маска" (2012) за пьесу "Злая девушка".
- Первая премия программы "Новая пьеса" ("Конкурс конкурсов") фестиваля "Золотая маска" (2013) за пьесу "Три дня в аду".
- Лауреат национальной театральной премии "Золотая маска" (2020) в номинации "работа драматурга" - спектакль "Сосед", Театр Post (реж. Дмитрий Волкострелов).